# Afrojack

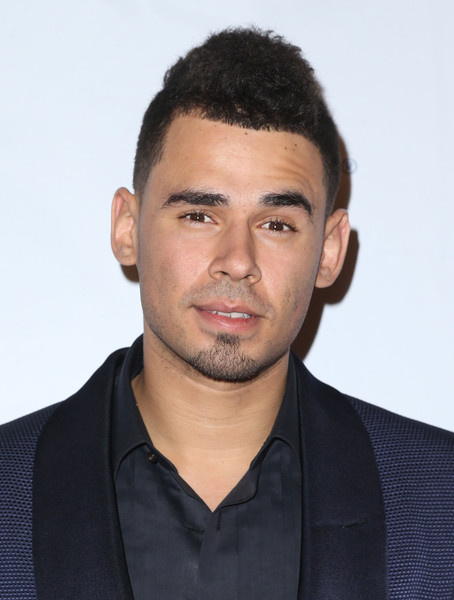
Afrojack 2015.

Nick van de Wall, fullständigt namn Nick Leonardus van de Wall, men  mest känd under sitt artistnamn Afrojack, född 9 september 1987 i Spijkenisse, är en nederländsk DJ och musikproducent. Han gjorde sin första hit 2008 med låten "Drop Down (Do My Dance)" med The Partysquad. 2010 släpptes även hiten "Take over control" som Afrojack gjorde tillsammans med Eva Simons. Afrojack är känd för sin dutch house, ljusa och snabba toner som lätt förknippas med trance och rave. Även Afrojacks låt "Doing It Right", som släpptes av Spinnin' Records, blev en hit. Afrojack släppte år 2011 låten "Give Me Everything", tillsammans med Pitbull, Ne-Yo och Nayer. 23 januari 2012 släppte Afrojack och Shermanology låten "Can't Stop Me".

## Diskografi

### Album
- Forget the World (2014)

### EP:s
- Lost & Found (2010)
- Lost & Found 2 (2011)
- It's a Matter Of... (2013)
- NLW EP (as NLW) (2015)